# Chwytacz rurowy

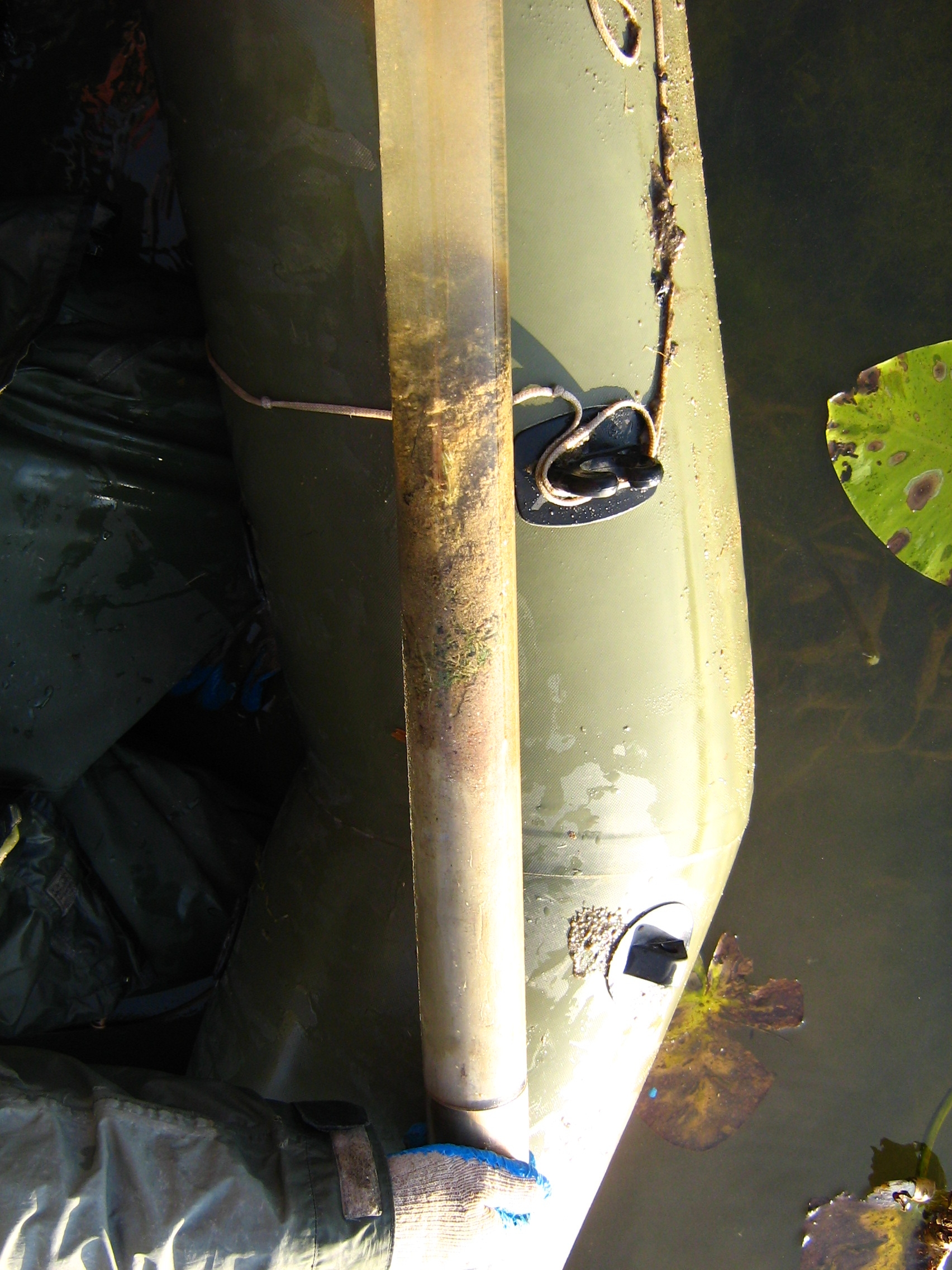
Rdzeń osadu jeziornego wypełniający chwytacz rurowy Kajaka. Od góry: woda, pelogen, gytia detrytusowa/torf, gytia wapienna

Chwytacz rurowy – przyrząd do pobierania osadu dennego w kształcie rury. W przeciwieństwie do niektórych innych przyrządów pozwala na pobranie osadu stropowego w sposób taki, by pobrana próbka miała układ niezaburzony w stosunku do oryginalnego. Nadaje się do pobierania osadów mało skonsolidowanych, mocno uwodnionych – mineralno-organicznych (gytia, silnie rozłożony torf). Jednocześnie pobierana jest przydenna warstwa wody i pelogen. Istnieje wiele odmian chwytaczy rurowych, jednak cechą wspólną jest ogólny kształt i zasada pobierania materiału. Chwytacz rurowy ma kształt wydłużonego walca, który zanurzany jest pionowo w wodzie i wbijany w podłoże. Podczas opuszczania woda przepływa przez rurę, a podczas wbijania osad tworzy rdzeń, wypełniając pojemnik w sposób zgodny z naturalnym układem warstw. Główna część (pojemnik) zwykle jest wykonana z przezroczystego materiału (np. pleksiglas) tak, aby widoczne były poszczególne warstwy pobranego rdzenia. Dolna część jest wzmocniona (np. jest mosiężnym pierścieniem) i zwężona, w celu łatwiejszego wbicia w podłoże. W górnej części znajduje się mechanizm zamykający, który pozwala na wytworzenie podciśnienia po nabraniu żądanej ilości materiału. Są też do niego przymocowane różne elementy służące do przedłużania, sterowania itp. Niektóre chwytacze mają mechanizmy zamykania od dołu, inne utrzymują rdzeń wewnątrz rury wyłącznie przez podciśnienie. Mogą być też zamontowane dodatkowe elementy ułatwiające kontrolowane wyjmowanie rdzenia (osobno kolejnych warstw), tłoki itp.
Materiał pobrany chwytaczem rurowym może służyć do analiz sedymentologicznych (warstwowanie osadów), palinologicznych, hydrochemicznych (skład chemiczny osadu) i hydrobiologicznych (siedlisko życia organizmów bentosowych, a także ilościowe badania fauny bentosowej).
Poszczególne typy chwytaczy rurowych zwykle nazywane są od nazwiska hydrobiologa, który je skonstruował – sonda (chwytacz) Kajaka, sonda Beekera, sonda Dochnowskiego, sonda Livingstone’a, chwytacz Szczepańskiego, chwytacz Morduchaja-Bołtowskiego i in.